# Придністровська Молдавська Республіка
Ця стаття про самопроголошену невизнану державу. Про географічний регіон див. Придністров'я, а про адміністративну одиницю у складі Молдови див. Автономне територіальне утворення з особливим правовим статусом Придністров'я
Придністро́вська Молда́вська Респу́бліка (скорочено ПМР або Придністров'я) — самопроголошена держава у Східній Європі на території Придністров'я, яку міжнародна спільнота визнає частиною Молдови. Займає майже всю молдовську частину лівого берега Дністра, а також кілька населених пунктів на правому березі річки. На північному сході межує з Україною (Одеська та Вінницька області), на південному заході — з Молдовою.
Так звану «незалежність» ніким не визнаної Придністровської Молдавської Республіки було проголошено 25 серпня 1991 року, після чого між сепаратистами та російськими військовими з одного боку та молдовськими військами з іншого почався короткочасний збройний конфлікт, що завершився фактичною перемогою сепаратистів за участі російської армії. Російська Федерація офіційно не визнає суверенітету Придністровської Молдавської Республіки, однак на неофіційному рівні надає їй військову, економічну, політичну і дипломатичну підтримку.
2006 року в ПМР було проведено так званий референдум, на якому, за «офіційними» даними, 98 % виборців висловилися за незалежність республіки від Молдови і майбутню інтеграцію з Росією. Результати референдуму не було визнано на міжнародному рівні. Наразі конфлікт не розв'язано, він перебуває у замороженому стані.
Згідно із законодавством Молдови, Придністров'я має статус Автономного територіального утворення з особливим правовим статусом. Його незалежність не визнає жодна країна-член ООН, лише кілька держав з невизнаним сепаратистським
статусом (Абхазія та Південна Осетія).
Столицею ПМР є місто Тирасполь, офіційними мовами — російська, молдавська (в кириличному письмі) та українська. Прапором ПМР є прапор Молдавської РСР. Валюта — придністровський рубль.

## Історія
В 1980-ті роки політика перебудови і гласності Михайла Горбачова в Радянському Союзі дозволила політичну лібералізацію на регіональному рівні. Це призвело до створення різних неформальних рухів у Молдавській РСР і відродження прорумунського націоналізму серед етнічних молдован. Найвідомішим з цих рухів був Народний фронт Молдови. Навесні 1988 р. НФМ зажадав, щоб радянська влада оголосила молдовську мову єдиною державною, повернулася до використання латинського алфавіту та визнала загальну етнічну ідентичність молдован та румунів. Радикальніші фракції Народного фронту підтримували крайні антименшистські етноцентристські та шовіністичні позиції, закликаючи національні меншини, особливо слов'ян (в основному, росіяни і українці) і гагаузів залишити або виключити з Молдови.

### Придністровська республіка
На початку 1990-х серед політичної еліти Молдови були поширені прорумунські настрої, існувала ідея об'єднання Молдови та Румунії в єдину державу. Ця ідея була неприйнятною для політичної еліти придністровського регіону. Етнічно-мовний склад Придністров'я суттєво відрізняється від загальномолдовського, тут молдовани не становлять більшості, значна частина населення — це українці та росіяни.

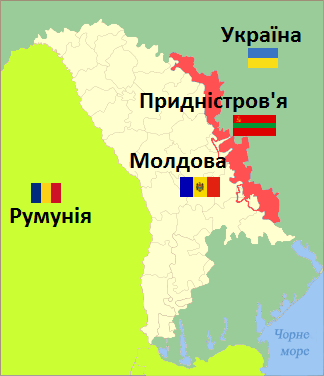
Придністровська Молдавська Республіка на карті Молдови

Придністровська Молдавська Радянська Соціалістична Республіка (ПМРСР) проголошена як радянська республіка в складі СРСР на II Надзвичайному З'їзді депутатів усіх рівнів Придністров'я, що відбувся в Тирасполі 2 вересня 1990 р. Це було спричинено конфліктом інтересів політичної еліти центру Молдови та місцевих політичних еліт, що виник внаслідок перебудови СРСР та МРСР зокрема.
22 грудня 1990 р. президент СРСР Михайло Горбачов підписав указ «Про заходи щодо нормалізації обстановки в РСР Молдова», в 4-му пункті якого ухвалювалося «вважати такими, що не мають юридичної сили… рішення II з'їзду депутатів Рад різних рівнів з деяких населених пунктів Придністров'я від 2 вересня 1990 року про проголошення… Молдавської Придністровської Радянської Соціалістичної Республіки».
25 серпня 1991 р. Верховна Рада ПМРСР прийняла «Декларацію про незалежність ПМРСР» (Молдова проголосила незалежність двома днями пізніше).
27 серпня 1991 р. парламент Молдавської РСР прийняв закон № 691 «Про декларацію про незалежність», який оголошував таким, що не має юридичної сили, закон 2 серпня 1940 р. «Про утворення союзної Молдавської РСР», відповідно до якого МАРСР стала частиною Молдавської РСР, підкреслюючи, що «не запитавши населення Бессарабії, півночі Буковини та району Герца, насильно захоплених 28 червня 1940 року, а також населення Молдавської АРСР (Задністров'я), утвореної 12 жовтня 1924 року, Верховна Рада СРСР, на порушення своїх конституційних повноважень, прийняла 2 серпня 1940 року закон „Про утворення союзної Молдавської РСР“».
5 листопада 1991 року у зв'язку з розпадом СРСР ПМРСР перейменована в Придністровську Молдавську Республіку (ПМР). У молдовській версії назва звучить як «Дністровська Молдавська Республіка».

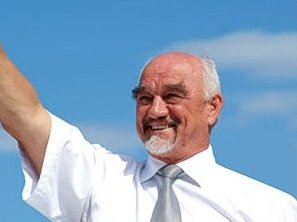
Ігор Смирнов — перший «президент» ПМР

1992 року економічний інтерес придністровської еліти у продовженні співпраці з Росією та Україною, на відміну від прагнення молдовської влади до поглиблення співпраці з Румунією, ідеологічно підкріплений мовним протистоянням став наріжним каменем конфлікту, який у першій половині 1992 року вилився у збройне протистояння. На користь ПМР зіграла наявність на її території добре оснащеної 14-ї російської армії. Зрештою 21 липня 1992 року між Молдовою та Росією було підписано Угоду про принципи врегулювання конфлікту в Придністров'ї.
У 2006 р. в ПМР пройшов референдум, у результаті якого за приєднання до Росії проголосували 97,2 % виборців.
В 2010 році з'явилася інформація щодо можливих таємних домовленостей щодо приєднання Придністров'я до України поміж президентами України та Росії.
У березні 2011 р. WikiLeaks опублікував телеграму з посольства США в Києві, у Вашингтон у 2007 році. Це листування американських дипломатів мало назву «Україна і Молдова: Придністров'я і причини обопільного роздратування». В якому зазначалося, що молдовські політики неформально підтримували входження Румунії в Євросоюз з можливістю ймовірного приєднання Правобережжя до Румунії і повернення Лівобережжя (Придністров'я) Україні.
У листопаді 2011 року Президент невизнаної Придністровської Молдавської Республіки Ігор Смирнов в інтерв'ю газеті «Україна молода» заявив, що він не виключає проведення референдуму про приєднання Придністров'я до України.
У грудні 2011-го внаслідок чергових (п'ятих) президентських виборів відбулася зміна президента республіки. Відтак 30 грудня 2011 року Ігор Смирнов, що обіймав цю посаду з 13 грудня 1991 року, передав повноваження новообраному Євгену Шевчуку.
У грудні 2013 р. Верховна рада Придністров'я в першому читанні прийняла законопроєкт про застосування на території невизнаної республіки Російського федерального законодавства. В березні 2014-го Верховна рада Придністров'я попросила Держдуму Росії розробити закон, який дозволив би прийняти невизнану республіку до складу Росії.
У вересні 2016 року в Придністров'ї розпочали підготовку до приєднання до Росії, зокрема через узгодження законодавства.
У листопаді 2017 року Президент Молдови Ігор Додон зробив неочікувану заяву про те, що Придністров'я може стати або частиною України, або Молдови, проте це вважається певним сигналом з боку Російської Федерації про обмін ПМР на Крим, що, власне, є неприпустимим для України з огляду на необхідність відновлення власного суверенітету.
15 березня 2022 ПАРЄ прийняло фінальну версію документа «Наслідки агресії Росії проти України». Пункт 5 містить не лише згадку про Україну та Грузію, а й Молдову. Резолюцію про де-факто окупацію Придністров'я вніс 21 депутат, дев'ять із яких були румунами.
25 квітня 2022 року в офісі Міністерства держбезпеки ПМР у Тирасполі, «столиці» самопроголошеної країни, сталося кілька вибухів. Атака сталася через тиждень після того, як високопоставлений російський військовий чиновник підняв питання російськомовних у Придністров'ї в контексті російського вторгнення в Україну, повторюючи виправдання Москви щодо війни в Україні. Генерал-майор Рустам Міннекаєв, виконуючий обов'язки командувача Центральним військовим округом Росії, повідомив, що план військових дій Росії в Україні передбачає повний контроль над Південною Україною, що може забезпечити Російській Федерації сухопутний доступ до Придністровської Молдавської Республіки.

## Адміністративний устрій

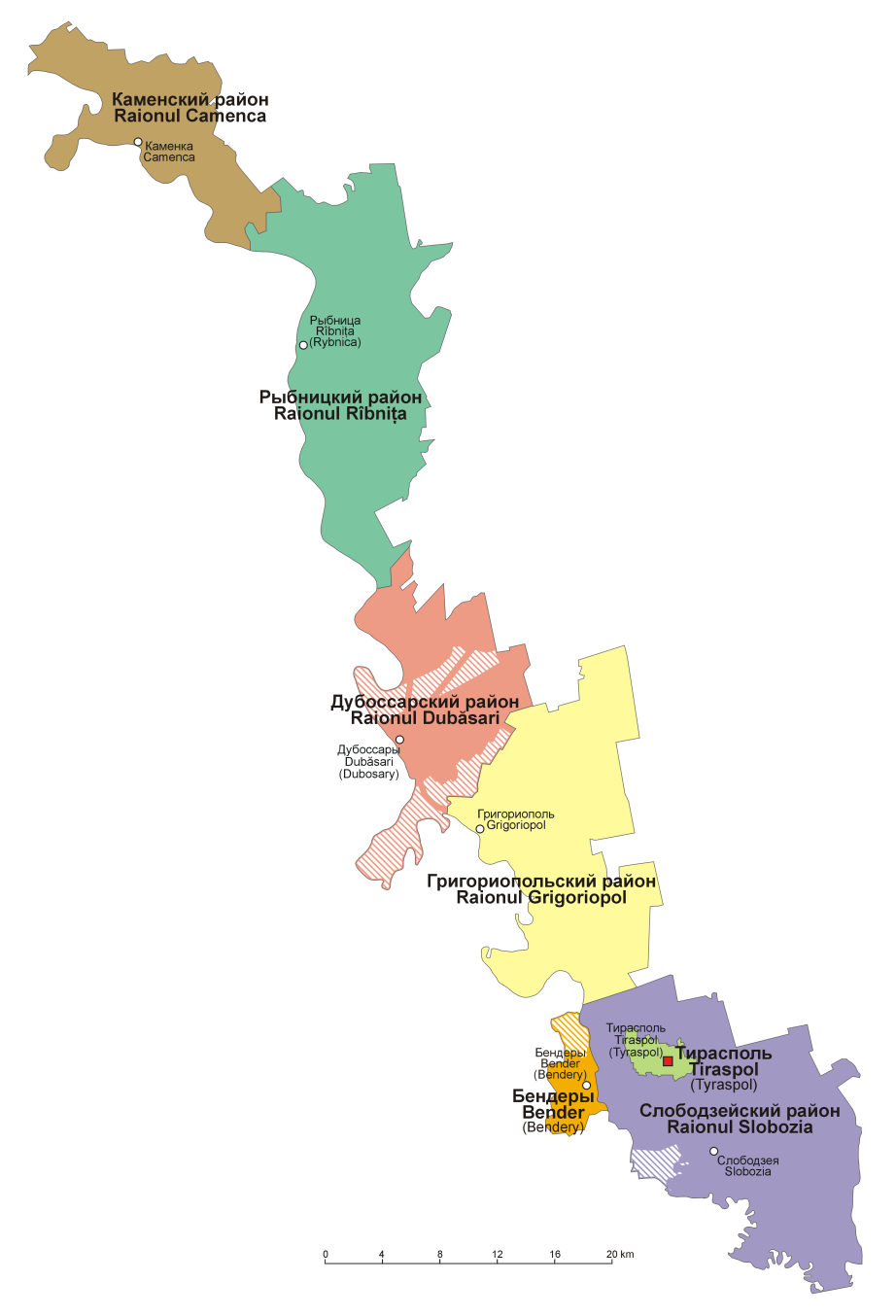
Адміністративна карта Придністров'я (заштриховані ділянки контролює Молдова)

Адміністративно територія ПМР поділена на 5 районів :
- Кам'янський
- Рибницький
- Дубоссарський
- Григоріопольський
- Слободзейський

та два міста республіканського підпорядкування:
- Тирасполь
- Бендери (з прилеглою територією на правому березі Дністра).

Основна частина території ПМР, за винятком міста Бендери, знаходиться на лівому березі Дністра. На теперішній час (2009 р.) кілька сіл на правому та лівому берегах Дністра, що входили до ПМР на момент проголошення незалежності, контролюються Молдовою.

## Населення

Населення ПМР у складі Молдови, за переписом 2004 року

|           | Перепис 1939 | Перепис 1989 | Перепис 2004 | Перепис 2015 |
| --------- | ------------ | ------------ | ------------ | ------------ |
| Молдовани | 39,6 %       | 40,0 %       | 31,9 %       | 33,2 %       |
| Українці  | 32,1 %       | 28,3 %       | 28,8 %       | 26,7 %       |
| Росіяни   | 14,7 %       | 25,4 %       | 30,4 %       | 33,8 %       |
| інші      | 13,6 %       | 6,3 %        | 8,9 %        | 6,3 %        |

У 2004 р. придністровська влада організувала окремий перепис від молдовського перепису 2004 року.
Чисельність населення станом 1 січня 2013 року становила 513 402 осіб, з них 147 654 осіб (28,8 %) проживало у столиці — місті Тирасполь.
Міського населення — 354 391 особа (69 %), сільського — 159 011 (31 %).
Населення Придністров'я характеризується міграційним та природним скороченням, яке у 2012 р. становило — 1979 та — 2107 осіб відповідно.
Динаміка чисельності населення:
- 1993 — 712 500
- 1996 — 696 100
- 2004 — 555 347
- 2013 — 513 402
- 2015 — 475 665
- 2018 — 465 100
- 2019 — 465 200
- 2020 — 464 949[24]

|                                       | населення | молдовани | росіяни | українці | болгари | гагаузи | білоруси | німці | євреї | інші  | не вказано |
| ------------------------------------- | --------- | --------- | ------- | -------- | ------- | ------- | -------- | ----- | ----- | ----- | ---------- |
| Бендерська міська рада                | 105 010   | 24,7 %    | 44,2 %  | 17,8 %   | 3,2 %   | 1,1 %   | 0,7 %    | 0,3 % | 0,4 % | 1,3 % | 6,4 %      |
| Тираспольська міська рада             | 159 163   | 15,2 %    | 41,6 %  | 33,0 %   | 1,5 %   | 1,3 %   | 1,1 %    | 0,5 % | 0,4 % | 1,4 % | 4,1 %      |
| Григоріопольський район               | 48 000    | 64,8 %    | 15,3 %  | 17,4 %   | 0,5 %   | 0,3 %   | 0,4 %    | 0,7 % | 0,1 % | 0,7 % | 0,0 %      |
| Дубоссарський район                   | 37 449    | 50,1 %    | 19,0 %  | 28,3 %   | 0,4 %   | 0,2 %   | 0,5 %    | 0,2 % | 0,1 % | 1,2 % | 0,0 %      |
| Кам'янський район                     | 27 284    | 47,8 %    | 6,9 %   | 42,6 %   | 0,2 %   | 0,2 %   | 0,3 %    | 0,1 % | 0,0 % | 2,0 % | 0,0 %      |
| Рибницький район                      | 82 699    | 29,8 %    | 17,2 %  | 45,4 %   | 0,4 %   | 0,2 %   | 0,5 %    | 0,2 % | 0,2 % | 1,3 % | 4,8 %      |
| Слободзейський район                  | 95 742    | 41,5 %    | 26,6 %  | 21,7 %   | 7,6 %   | 0,5 %   | 0,5 %    | 0,5 % | 0,0 % | 1,0 % | 0,0 %      |
| Придністровська Молдавська Республіка | 555 347   | 31,9 %    | 30,4 %  | 28,8 %   | 2,5 %   | 0,7 %   | 0,7 %    | 0,4 % | 0,2 % | 1,2 % | 3,1 %      |

Основна частина вірян — православні християни (Московського Патріархату). Також є католики, юдеї, старообрядці (липовани), приблизно 3,5 % — атеїсти.

## Політика
ПМР має багатопартійну систему і однопалатний парламент Верховна Рада (рос. Верховный Совет). Її законодавчий орган складається з 43 членів, що обираються на одномандатних округах. Президент обирається на п'ятирічний термін шляхом всенародного голосування.

### Внутрішня
Відповідно до результатів референдуму 2006 р., що проводиться урядом ПМР, 97,2 % населення проголосували за «незалежність від Молдови та вільну асоціацію з Росією». ЄС і ряд інших країн відмовилися визнати результати референдуму.
У 2007 року була дозволена реєстрація Соціал-демократичної партії. Ця партія, на чолі з колишнім сепаратистським лідером і членом уряду ПМР Андрієм Сафоновим, нібито виступає за об'єднання з Молдовою.
У вересні 2007 року лідер Комуністичної партії Придністров'я Олег Хоржан засуджений до умовного вироку 1,5 року позбавлення волі за організацію несанкціонованих акцій протесту.
Ігор Смирнов був президентом Придністров'я з моменту проголошення незалежності в 1990 р. протягом чотирьох термінів поспіль. Він балотувався на пост президента у 2011 р. також, але зазнав поразки в першому турі.

#### Державна символіка

Прапор Придністровської Молдавської РСР (з 1991 року — прапор ПМР), який є точною копією прапора Молдавської РСР.

Другий національний прапор ПМР з 2017 року — російський триколор.

Державним гімном Придністровської Молдавської Республіки є музично-поетичний твір «Ми славимо тебе, Придністров'я!», створений на основі музики Бориса Александрова, на слова Бориса Парменова, Ніколаса Божка, Віталія Пищенка з перекладом на офіційні мови (молдовська і українська).

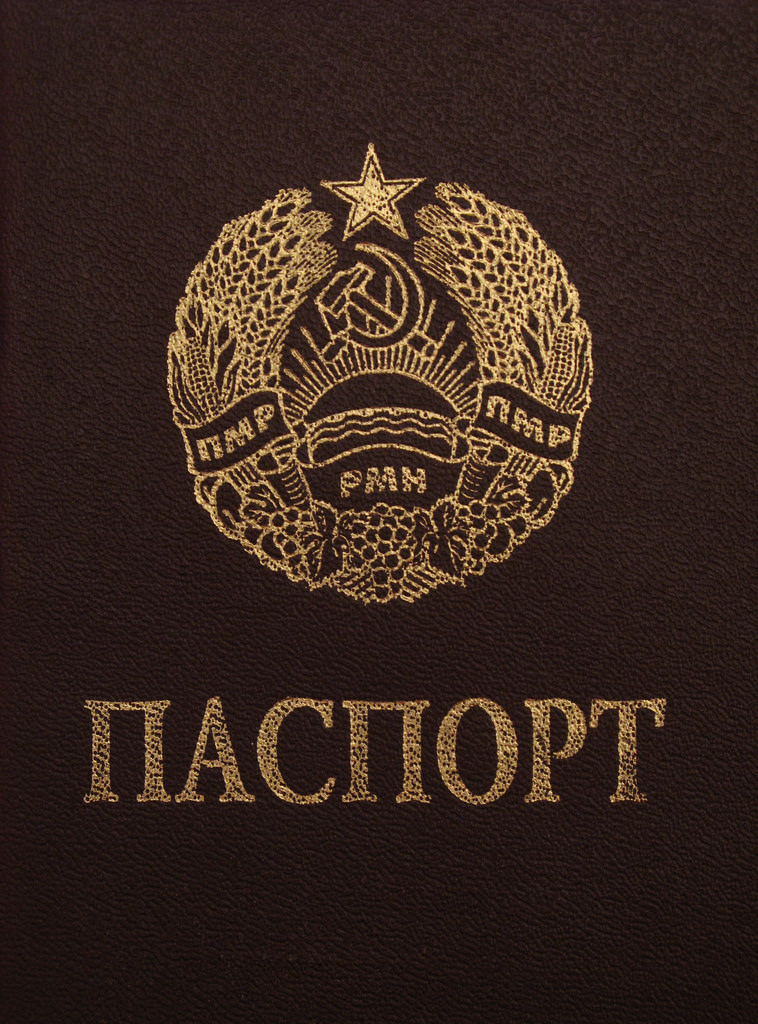
Паспорт громадянина Придністровської Молдавської Республіки

Державним прапором Придністровської Молдавської Республіки є прямокутне двостороннє полотнище червоного кольору. Посередині полотнища кожної сторони у всю його довжину розташовується смуга зеленого кольору. У лівому кутку верхньої частини смуги червоного кольору розташовується основний елемент герба Придністровської Молдавської Республіки — серп і молот золотистого кольору з червоною п'ятипроменевою зіркою, обрамлена облямівкою золотистого кольору.
Державним гербом Придністровської Молдавської Республіки є зображення схрещених серпа і молота, що символізують єдність робітників і селян, у променях сонця, що сходить над Дністром, обрамлених по окружності гірляндою з колосся і качанів кукурудзи, фруктів, виноградних грон і лоз, листя, перевитої червоною стрічкою з написами на перев'язі офіційними мовами (молдовською, російською та українською):
- на лівій стороні — «Приднестровская Молдавская Республика»;
- на правій стороні — «Придністровська Молдавська Республіка»;
- на середній частині — «Република Молдовеняскэ Нистрянэ».

У верхній частині між кінцями гірлянди зображена п'ятипроменева червона зірка з золотистими гранями. Зображення серпа і молота, сонця і його променів — золотистого кольору, колосся темно-помаранчеві, качани кукурудзи світло-помаранчеві, а її листя темно-жовті. Фрукти оранжевого кольору з рожевим відливом, середнє гроно винограду — синього, бічні — бурштинового кольору. Стилізована стрічка Дністра — блакитного кольору з білою хвилястою лінією в середині по всій довжині. Малюючий контур елементів — коричневий.

#### Свята
- 1 та 2 січня — Новий рік
- 7 січня — Різдво Христове
- 23 лютого — День захисника вітчизни
- 8 березня — Міжнародний жіночий день
- 1 і 2 травня — День солідарності трудящих
- 9 травня — День Перемоги
- 2 вересня — День Республіки
- 24 грудня — День конституції
- 25 грудня — Різдво Христове за григоріанським календарем

#### Російська військова присутність
На території ПМР розташована Оперативна Група Російських Військ (ОГРВ) у кількості близько 2000 осіб. Стверджується, що їхнім основним завданням є охорона військових арсеналів, що залишились від радянської армії в селищі Колбасна. У 2000 році на міжнародному саміті в Стамбулі Росія зобов'язалась вивести це угрупування до кінця 2004 року, але свого зобов'язання не виконала досі.
Також російські війська на території ПМР представлені миротворчими підрозділами чисельністю близько 300 осіб, що здійснюють контроль за мирним процесом у зоні молдовсько-придністровського конфлікту.
У резолюції НАТО від 18 листопада 2008 р. Росію закликали вивести свою військову присутність з «придністровського регіону Республіки Молдова».
У 2011 р. американський сенатор Джон Маккейн заявив під час візиту в Молдову, що Москва порушує територіальну цілісність Молдови та Грузії й одну з «основоположних норм» «міжнародної поведінки».

### Зовнішня

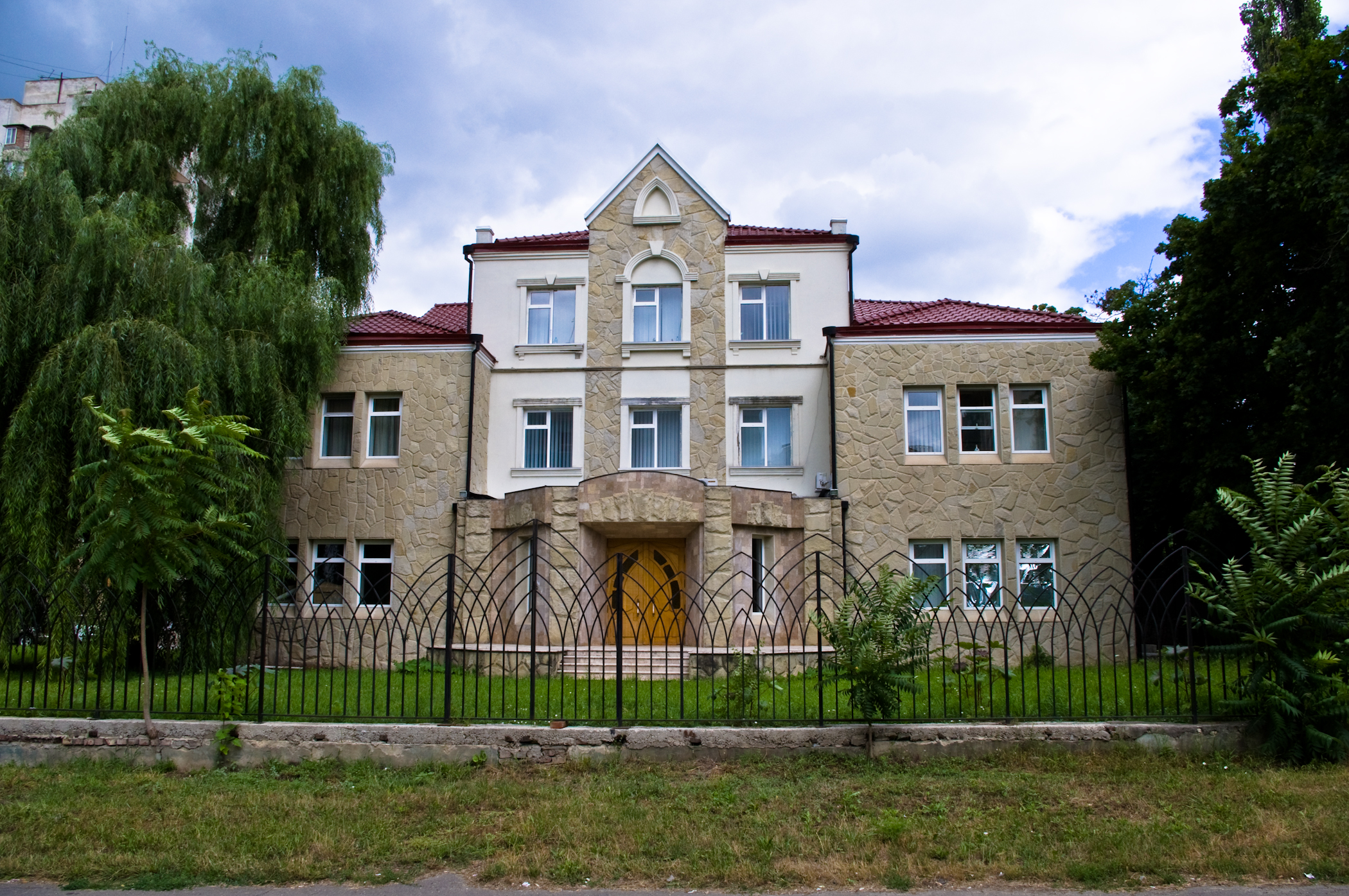
Міністерство закордонних справ Придністровської Молдавської Республіки.

Офіційними особами ПМР проголошується та здійснюється всебічна орієнтація на Росію в будь-яких питаннях зовнішньополітичної діяльності. Таким чином, ПМР відкрито підтримувала Віктора Януковича під час подій Помаранчевої Революції, а лідер ПМР Смірнов разом із Володимиром Путіним направив йому вітання з обранням на посаду президента до офіційного оголошення результатів виборів.
ПМР є активним учасником проросійської організації «співдружність невизнаних держав». У рамках цієї співдружності, згідно з домовленостями червня 2006 року, ПМР планує брати участь у створенні колективних «збройних миротворчих сил співдружності» (разом із Абхазією та Південною Осетією).[джерело?]
Список, опублікований Європейським Союзом, забороняє у в'їзді в ЄС для деяких членів керівництва «ПМР».

## Керівники Придністров'я
Президент ПМР
- Ігор Смирнов (1991—2011)
- Євген Шевчук (2011—2017)

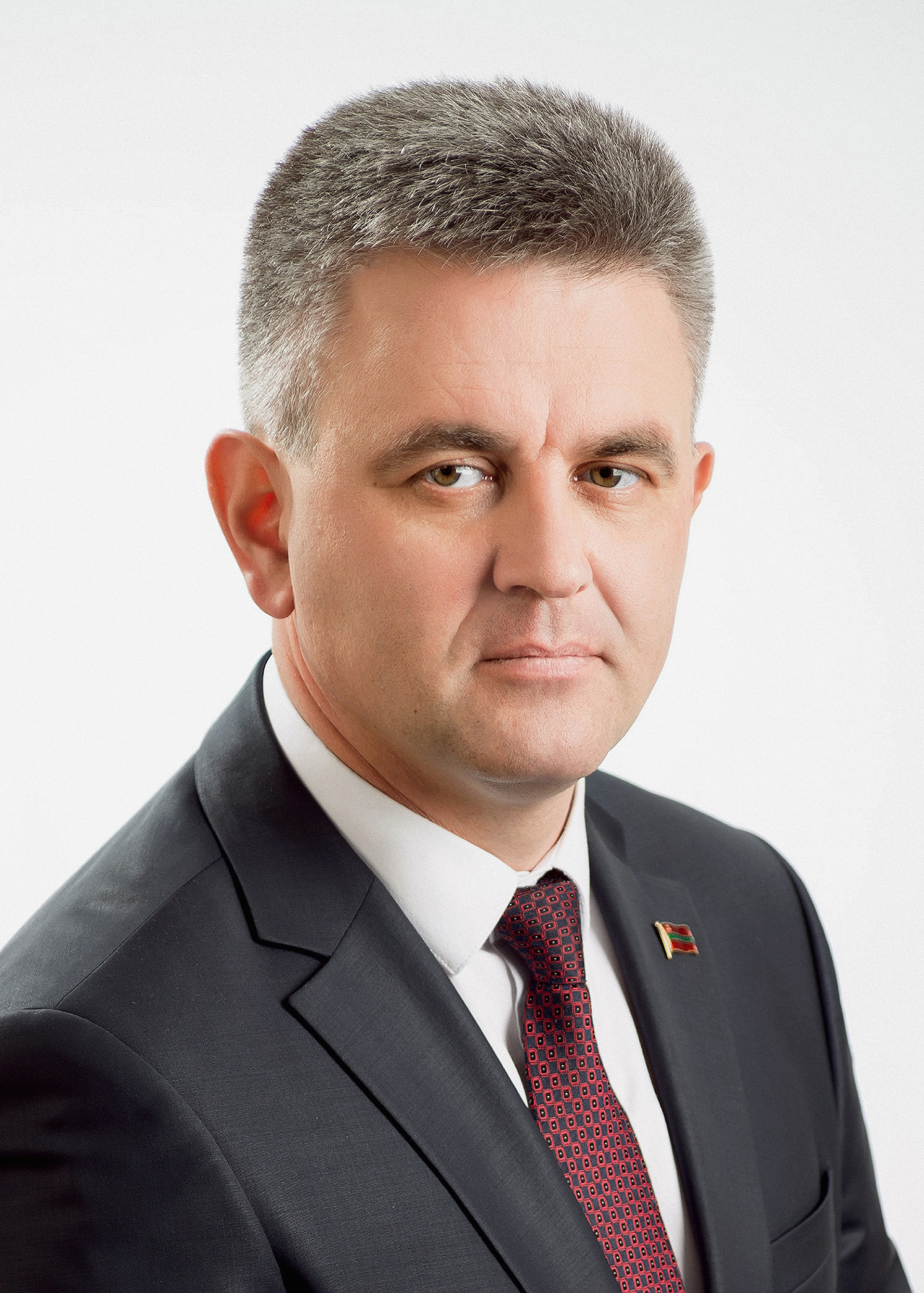
Вадим Красносельський

- Вадим Красносельський (2017 —по теперішній час)

Голова уряду ПМР
- Станіслав Мороз[34] (1990—2012)
- Петро Степанов (2012—2013)
- Тетяна Туранська (2013 — по теперішній час)

Голова Верховної Ради ПМР
- Ігор Смирнов[35] (1990 р.)
- Володимир Гончар[36] (1990—1991)
- Григорій Маракуца[37] (1991—2005)
- Євген Шевчук (2005—2009)
- Анатолій Камінський (2009—2012)
- Михайло Бурла (2012—2015)
- Вадим Красносельський (2015—2016)
- Олександр Щерба (2016 — по теперішній час)

## Економіка

### Промисловість та сільське господарство
Основна частина промисловості — легка (40,8 %), потім іде харчова (31,1 %) та важка (28,1 %). Найбільші центри виробництва — Тирасполь, Бендери, Рибниця. Основа енергетики — Молдовська ДРЕС (знаходиться на території ПМР) та Дубоссарська ГЕС.

### Зовнішньоекономічна діяльність

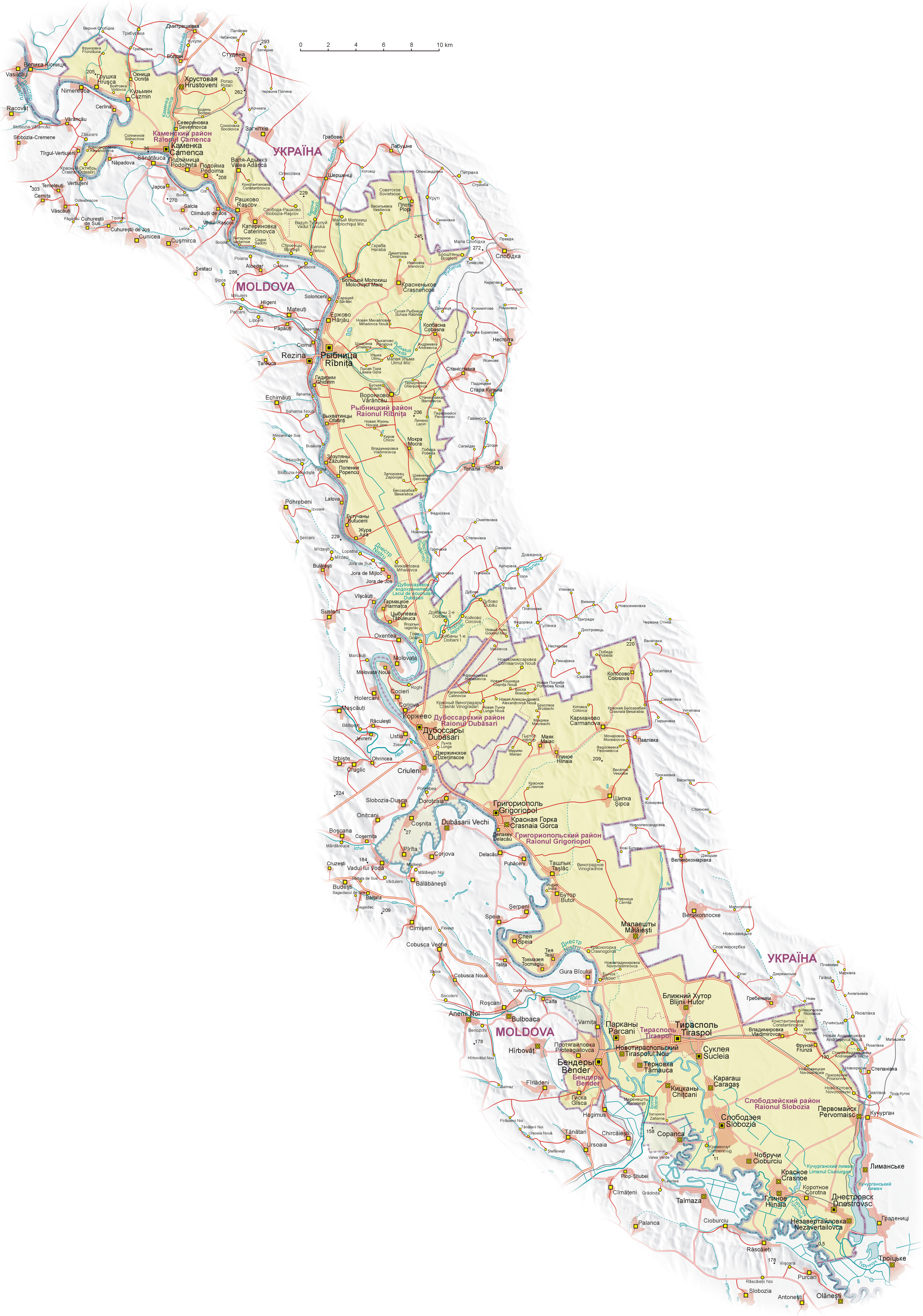
Карта Придністров'я

Зовнішньоекономічні зв'язки ПМР ускладнені через її дипломатичну невизнаність, тому договори укладаються підприємствами напряму. ПМР експортує електротехнічні вироби, сільськогосподарські продукти, електроенергію. Імпортує первинні енергоносії (в основному природний газ), мінеральні добрива, транспортну та побутову техніку, товари народного вжитку. Основний торговельний партнер — Росія (75 %), за нею іде Молдова та до подій 2013-15 рр. була Україна. Грошова одиниця — придністровський рубль.

## Транспорт
Основним видом транспорту є автомобільний, в містах та низці сіл існує місцевий автобусний рух, тролейбуси — Тираспольський тролейбус, Бендерський тролейбус, Тролейбусна лінія Тирасполь — Бендери.
У Тирасполі є аеродром.
Річка Дністер судноплавна, але як транспортна артерія майже не використовується.
Залізничний транспорт представлений ізольованими ділянками, що зв'язують територію правого берега Дністра з Україною: ділянка Бендери — Кучурган, ділянка Рибниця — Колбасна і далі на територію України. Внутрішні залізничні зв'язки відсутні. Залізничний транспорт на території ПМР до 2004 року був підпорядкований залізниці Молдови.

## Збройні сили
Збройні сили складаються з сухопутних військ, військово-повітряних сил, внутрішніх військ, прикордонних військ, а також козачих формувань. Загальна чисельність — близько 5 тисяч осіб; головнокомандувач — президент ПМР, комплектування здійснюється на основі загальної військової повинності та за контрактом.
Окрім того, в підпорядкуванні Міністерства Державної Безпеки знаходяться два спеціальних батальйони — «Дністер» та «Дельта».
Сухопутні сили складаються з трьох мотострілецьких та артилерійської бригади, танкового батальйону та спеціальних підрозділів. ВПС мають на озброєнні гелікоптери Мі-8.
Загальний мобілізаційний потенціал ПМР — 25-30 тисяч осіб.

## Спорт

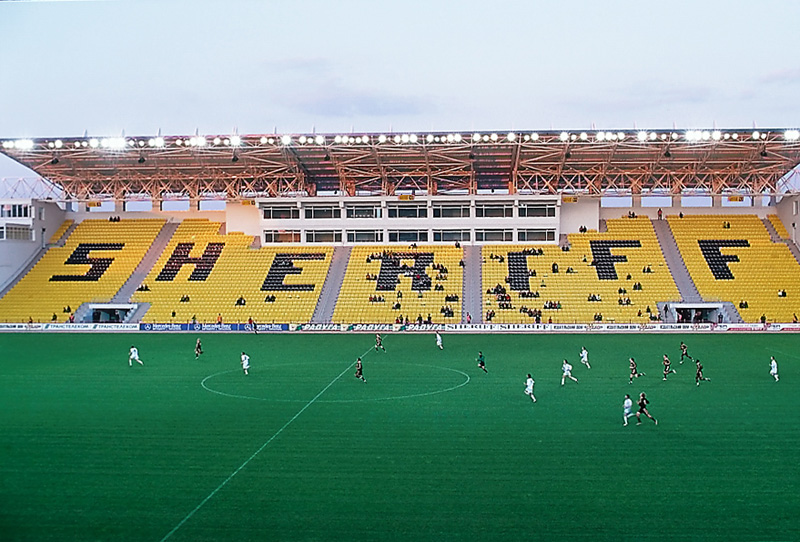
Головна арена спортивного комплексу «Шериф» у Тирасполі.

Спортсмени Придністров'я на міжнародних турнірах зазвичай виступають під прапором Молдови чи Росії та беруть участь у змаганнях з велосипедного та кінного спорту, плавання, академічного веслування та веслування на байдарках і каное, боксу, легкої, важкої атлетики та паверліфтингу, стрільбі з лука, бейсболу, баскетболу, волейболу, регбі, дзюдо, кікбоксингу, гандболу та футболу. Команди в ігрових видах спорту через міжнародну невизнаність національних федерацій виступають у молдовському та українському чемпіонатах, виняток становить Федерація футзалу Придністров'я, що була прийнята в Європейський союз футзалу.
У Тирасполі базується найтитулованіший клуб в історії молдовського футболу — «Шериф», який є тринадцятиразовим чемпіоном Молдови, семиразовим володарем Кубка Молдови, п'ятиразовим володарем Суперкубка Молдови, дворазовим володарем Кубка чемпіонів Співдружності, першим молдовським клубом, що вийшов у груповий етап Ліги Європи.